# 浜屋将太
浜屋 将太 （はまや しょうた、1999年1月26日 - ）は、鹿児島県曽於郡大崎町出身のプロ野球選手（投手）。左投左打。埼玉西武ライオンズ所属。

## 経歴

### プロ入り前
大崎町立大崎小学校では2年時に大崎ソフトボールスポーツ少年団でソフトボールを始め、大崎町立大崎中学校では鹿児島大隅ボーイズに所属した。
樟南高等学校進学後、1年夏からベンチ入りを果たすと、2年秋からエースとなった。3年夏の鹿児島県大会では、決勝の鹿児島実業高校戦で6回から10回をロングリリーフし、13奪三振無失点に抑え、再試合に持ち込んだ。再試合では3―2で勝利し、甲子園出場を決めた。第98回全国高等学校野球選手権大会では、初戦の石原彪、山本祐大擁する京都翔英高校戦で8回を1失点に抑え勝利に貢献。続く2回戦の高橋昂也、岡﨑大輔、西川愛也擁する花咲徳栄高校戦では、7回途中5失点でマウンドを降り、チームも敗れた。
三菱日立パワーシステムズ入社後、2年目から主力として活躍。第71回JABA九州大会では準決勝の日本通運戦では生田目翼と投げ合い、6回途中1失点で勝利に貢献し、チームも優勝を収めた。3年目の第90回都市対抗野球大会では初戦のトヨタ自動車戦で1回2/3を4奪三振無失点と好投。第45回社会人野球日本選手権大会では初戦の日本新薬戦では7回1安打7奪三振無失点の好投を見せた。準々決勝の日本製鉄鹿島戦では7回途中8奪三振2失点とこちらも好投したが、チームは敗れた。
2019年10月17日に行われたドラフト会議では、埼玉西武ライオンズから2位指名を受け、契約金7000万円、年俸1300万円（金額は推定）という条件で入団した。背番号は20。

### 西武時代
2020年は新型コロナウイルス感染拡大の影響で120試合制となり、6月19日に延期された開幕をリリーフとして一軍で迎えた。同21日の北海道日本ハムファイターズ戦でプロ初登板したが、清水優心に本塁打を打たれるなど、1回3安打1失点の内容であった。その後はチーム事情で先発調整をするも、雨天中止で結局中継ぎに戻るなど不透明な起用が続き、7月27日に出場選手登録を抹消されるまでの31試合でわずか4試合という登板数の少なさであった。二軍での先発調整を経て、9月16日の千葉ロッテマリーンズ戦でプロ初先発を果たし、6回4安打1失点の好投でプロ初勝利を挙げた。以降はシーズン終了まで先発ローテーションの一角を担い、先発転向後は8試合で3勝3敗・防御率4.07という成績を残した。オフに250万円増となる推定年俸1550万円で契約を更改した。
2021年は開幕ローテーション入りを果たし、開幕2試合目のオリックス・バファローズ戦でシーズン初登板初先発となったが、ボール先行の苦しい投球となり、5回途中3失点で敗戦投手となった。その後もカウントに苦しむ投球が続き、4月17日の福岡ソフトバンクホークス戦でシーズン3敗目を喫して以降は長らく二軍再調整が続いた。9月22日の東北楽天ゴールデンイーグルス戦で約5か月ぶりの一軍先発登板となったが、5回途中2失点で降板。その後も白星を挙げることができず、10月17日に出場選手登録を抹消されると、同26日に左有痛性外脛骨障害に対する骨部分切除術を受けたことが11月3日に発表された。この年は一軍で8試合の先発登板にとどまり、1勝6敗・防御率6.63という成績でオフに240万円減となる推定年俸1310万円で契約を更改した。
2022年は春季キャンプ直前に平良海馬が新型コロナウイルスに感染し、球団から濃厚接触の疑いがあると判断され、キャンプ合流が2月11日と出遅れた。前年の手術の影響もあり、この年の二軍戦初登板は5月4日。7月13日には新型コロナウイルスに感染し、この年はイースタン・リーグでも14試合の登板で防御率5.38と振るわず、一軍登板が無くシーズンを終えた。フェニックスリーグでは、ゆっくりした動きで腕の位置を下げた投球フォームに変更し、オフに310万円減となる推定年俸1000万円で契約を更改した。
2023年は開幕ローテーション争いに加わっていたが、3月4日のオープン戦で左足首を痛めて緊急降板。開幕を二軍で迎えると、後に本人が「波があっていい時はいいけど、悪い時はとことん悪いという感じ。その波をなくせなかった年だと思います」と話したように、二軍では10失点以上を喫した先発登板が2試合あったなど、17試合に登板して防御率4.68という成績であり、2年連続で一軍登板が無くシーズンを終えた。オフに、田村伊知郎と背番号を交換する形で、背番号が40に変更されることとなった。
2024年は3年ぶりに一軍登板を果たしたものの、結局この1試合の登板にとどまり、10月2日に戦力外通告を受けた。11月26日に育成選手として再契約されることが発表された。背番号は111に変更された。
2025年はリリーフとして二軍戦10試合に登板し、防御率1.04と結果を残すと、登録期限である7月31日に支配下復帰することが発表された。背番号は90。8月6日に一軍昇格を果たし、同日の日本ハム戦（エスコンフィールドHOKKAIDO）で8回に救援登板するも、1回を投げて被安打3、2失点（自責点は1）という結果に終わった。

## 選手としての特徴
最速150 km/hの直球と切れ味鋭いスライダーで三振を奪うサウスポー。その他に球種はチェンジアップ、カーブ、フォークなどがある。プロ入り後、故障の影響で球速を落として2024年には戦力外通告を受けたが、2025年に自己最速を更新するなどコンディションを取り戻している。

## 詳細情報

### 年度別投手成績
| 年 度     | 球 団     | 登 板 | 先 発 | 完 投 | 完 封 | 無 四 球 | 勝 利 | 敗 戦 | セ 丨 ブ | ホ 丨 ル ド | 勝 率 | 打 者 | 投 球 回 | 被 安 打 | 被 本 塁 打 | 与 四 球 | 敬 遠 | 与 死 球 | 奪 三 振 | 暴 投 | ボ 丨 ク | 失 点 | 自 責 点 | 防 御 率 | W H I P |
| --------- | --------- | ----- | ----- | ----- | ----- | -------- | ----- | ----- | -------- | ----------- | ----- | ----- | -------- | -------- | ----------- | -------- | ----- | -------- | -------- | ----- | -------- | ----- | -------- | -------- | ------- |
| 2020      | 西武      | 12    | 8     | 0     | 0     | 0        | 3     | 3     | 0        | 0           | .500  | 217   | 50.2     | 48       | 7           | 21       | 0     | 3        | 23       | 1     | 0        | 30    | 28       | 4.97     | 1.36    |
| 2021      | 西武      | 8     | 8     | 0     | 0     | 0        | 1     | 6     | 0        | 0           | .143  | 174   | 36.2     | 39       | 8           | 26       | 0     | 4        | 26       | 4     | 0        | 27    | 27       | 6.63     | 1.77    |
| 2024      | 西武      | 1     | 0     | 0     | 0     | 0        | 0     | 0     | 0        | 0           | ----  | 15    | 2.1      | 3        | 0           | 3        | 0     | 1        | 1        | 0     | 0        | 4     | 3        | 11.57    | 2.57    |
| 通算：3年 | 通算：3年 | 21    | 16    | 0     | 0     | 0        | 4     | 9     | 0        | 0           | .308  | 406   | 89.2     | 90       | 15          | 50       | 0     | 8        | 50       | 5     | 0        | 61    | 58       | 5.82     | 1.56    |

- 2024年度シーズン終了時

### 年度別守備成績
| 年 度 | 球 団 | 投手  | 投手  | 投手  | 投手  | 投手  | 投手     |
| 年 度 | 球 団 | 試 合 | 刺 殺 | 補 殺 | 失 策 | 併 殺 | 守 備 率 |
| ----- | ----- | ----- | ----- | ----- | ----- | ----- | -------- |
| 2020  | 西武  | 12    | 4     | 9     | 0     | 1     | 1.000    |
| 2021  | 西武  | 8     | 3     | 6     | 0     | 0     | 1.000    |
| 2024  | 西武  | 1     | 0     | 0     | 1     | 0     | .000     |
| 通算  | 通算  | 21    | 7     | 15    | 1     | 1     | .957     |

- 2024年度シーズン終了時

### 記録
初記録
- 初登板：2020年6月21日、対北海道日本ハムファイターズ3回戦（メットライフドーム）、7回表に2番手で救援登板、1回1失点
- 初奪三振：同上、7回表に野村佑希から空振り三振
- 初先発・初勝利・初先発勝利：2020年9月16日、対千葉ロッテマリーンズ16回戦（メットライフドーム）、6回1失点

### 背番号
- 20（2020年[11] - 2023年）
- 40（2024年[44]）
- 111（2025年[47] - 同年7月30日）
- 90（2025年7月31日[50] - ）